# Al-Kala al-Kubra
Al-Kala al-Kubra (arab. ‏القلعة الكبرى‎ Al-Qal‘ah al-Kubrá, fr. Kalaâ Kebira) – miasto we wschodniej Tunezji, w wilajecie Susa. Jest położone w pobliżu miasta Susa, w odległości około 5 km od Morza Śródziemnego. W 2014 roku liczyło około 53 tysięcy mieszkańców.